# Komaji
Komaji (in italiano Comai) è una frazione del comune croato di Canali.